# Mark Emilij Lepid
Mark Emilij Lepid (latinsko M • Aemilivs • M • F • Q • N • Lepidvs, daljše M(arcvs ) Aemilivs M(arci) F(ilius) Q(vinti) N(epos) Lepidvs, slovensko Mark Emilj Lepid, sin Marka in vnuk Kvinta) je bil rimski politik patricijskega porekla, z Oktavijanom in Mark Antonij član drugega triumvirata in zadnji vrhovni pontifik (pontifex maximus) Rimske republike, * 89 ali 88 pr. n. št., † 13 ali 12 pr. n. št..
Bil je pretor (49 pr. n. št.) in konzul (z Julijem Cezarjem 46 pr. n. št.) in pristaš Cezarjeve stranke. Zagovarjal je maščevanje za Cezarjev umor. Po Cezarjevi smrti je z Oktavijanom in Markom Antonijem prevzel oblast v Rimski republiki. 
Lepida so vedno opisovali kot najšibkejši člen vladajoče trojke. Mnogi antični zgodovinarji so ga omalovaževali in opisovali kot slabotnega in nevrednega zaupanja. V opisih dogodkov iz tistega obdobja se običajno pojavlja kot obrobna oseba. Nekateri zgodovinarji se s takšnimi opisi strinjajo, drugi pa temu oporekajo in trdijo, da so opisi proizvod propagande njegovih nasprotnikov, predvsem Cicera in kasneje Avgusta. 
| Antonij Lepid Oktavijan Triumvirji skupaj | Sekst Pompej Brut in Kasij Rimska odvisna kraljestva Ptolemajski Egipt |

V triumviratu je vsekakor imel podrejen položaj, kar dokazuje tudi delitev oblasti med njimi: dobil je politično nepomembno provinco Novo Afriko. Leta 36 pr. n. št. ga je Oktavijan obtožil za vstajo proti njemu na Siciliji in mu odvzel vse naslove, razen vrhovnega pontifika. Vojska ga je zapustila in Lepid se je umaknil iz političnega življenja Rimske republike.